# 袁家騮
袁家騮（えん かりゅう、1912年4月5日 - 2003年2月11日）は、中国系アメリカ人の物理学者であり、中華民国初代大統領・袁世凱の孫である。

## 幼年期と教育
1912年に河南省安陽市で生まれた。父の袁克文は袁世凱の次男の学者・書家で、朝鮮出身の側室との間の子である。母は袁克文の妾の花元春である。
1928年に天津のイギリス租界にあったキリスト教学校である天津工商大学（後の津沽大学）に入学した。3年生のとき、物理学を勉強するために北京の燕京大学に転入し、理論物理学者・謝玉銘の指導を受けた。燕京大学で1932年に学士号、1934年に修士号を取得した。燕京大学学長ジョン・ライトン・スチュアートの勧めで1936年にアメリカ合衆国に渡り、同年にカリフォルニア大学バークレー校に進学した。経済的な理由から、袁はカリフォルニア工科大学に転入し、ノーベル賞受賞者のロバート・A・ミリカンの指導の下で1940年に博士号を取得した:262。その後2年間、研究者としてカリフォルニア工科大学に在籍した。
1942年5月30日、カリフォルニア大学バークレー校在学中に出会った物理学者の呉健雄と結婚した:259。呉はマンハッタン計画に参加し、ウーの実験によりウルフ賞物理学部門を受賞した。

## キャリア
1942年から1946年まで、RCA研究所で物理学者として研究に参加した。1950年よりブルックヘブン国立研究所で上級物理学者および科学教育者として勤務した。
1958年にグッゲンハイム・フェローを受賞した。1959年、中華民国中央研究院の院士となった。1981年には中華民国の国立シンクロトロン放射研究センターの設立を支援した。1982年、台湾の科学の発展に対する特別な貢献が認められ、中華民国総統から紫色大綬（3等）景星勲章を授与された。
また、呉袁自然科学財団を設立した。

## 死去

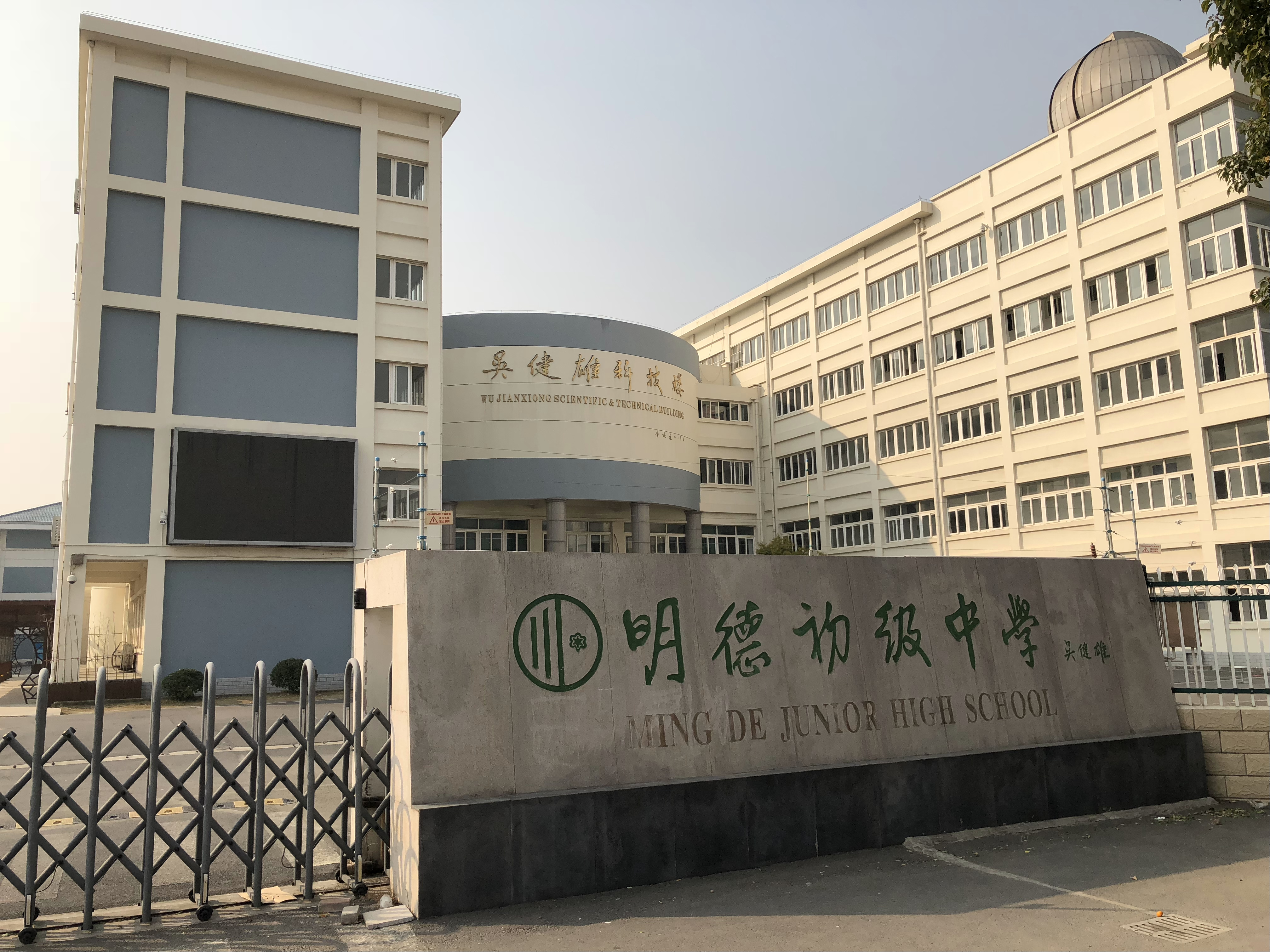
明徳初級中学

2001年6月の天津での学術会議に参加中に心筋梗塞となり、同年7月13日に北京協和病院に入院した。心筋梗塞と脳血栓症の悪化により、2003年2月11日に同病院で亡くなった。北京市八宝山革命公墓で葬儀が行われた後、江蘇省太倉市の明徳初級中学（日本の中学校に相当）にある妻の墓の横に葬られた。
彼と妻の遺品の一部は、中国・南京にある呉健雄記念館に寄贈された。

## 家族
子のヴィンセント・ユエン（袁緯承）はニューメキシコ州の核物理学者であり、孫のジェイダ・ユエンはニューヨークで作家をしている。